# Chevigny-Saint-Sauveur
Chevigny-Saint-Sauveur je francouzská obec, nacházející se v dijonské métropoli, která se nachází ve stejnojmenném kantonu, v departementu Côte-d'Or, v regionu Burgundsko-Franche-Comté.

## Populace
Populace obce v roce 2010 byla 9 969 lidí.
| 1962 | 1968  | 1975  | 1982  | 1990  | 1999   | 2010  |
| ---- | ----- | ----- | ----- | ----- | ------ | ----- |
| 491  | 1 412 | 5 647 | 7 137 | 8 223 | 10 140 | 9 969 |

## Ekonomika
V roce 2010 bylo z 6 785 osob v produktivním věku (15-64 let), z nichž bylo 4 964 ekonomicky aktivních a 1 821 neaktivních (indikátor aktivity byl 73,2% oproti 72,1% v roce 1999). Ze 4 964 aktivních obyvatel bylo 4 503 zaměstnaných (2 256 mužů a 2 247 žen) a 461 nezaměstnaných (230 mužů a 231 žen). Z 1 821 neaktivních bylo 734 učňů nebo studentů, 749 důchodců a 338 neaktivních z jiných důvodů.